# Neyneh
Neyneh (persiska: نينه, نينِه) är en ort i Iran.   Den ligger i provinsen Markazi, i den centrala delen av landet, 200 km söder om huvudstaden Teheran. Neyneh ligger 1 772 meter över havet och antalet invånare är 156.
Terrängen runt Neyneh är kuperad.Runt Neyneh är det ganska glesbefolkat, med 25 invånare per kvadratkilometer. Närmaste större samhälle är Maḩallāt, 14,2 km söder om Neyneh. Trakten runt Neyneh består i huvudsak av gräsmarker.